# Koluszki
Koluszki (prononciation [kɔˈluʂkʲi]) est une ville de Pologne, située au centre du pays dans la voïvodie de Łódź.
Elle est le chef-lieu de la gmina de Koluszki dans le powiat de Łódź-est.
Koluszki se situe à environ 33 kilomètres (km) à l'est de Łódź (siège du powiat et capitale de la voïvodie) et à 120 kilomètres au sud-ouest de Varsovie (capitale de la Pologne).

## Histoire
Koluszki est mentionné la première fois en 1399. Au cours de la XIVe et XVe siècles, Koluszki a prospéré le long de la route commerciale entre Gdansk et la Russie. En 1790, il y avait un moulin, une scierie, une brasserie et une auberge.

Sous le deuxième partage de la Pologne en 1793, la localité est annexée par la Prusse. 
Elle est retournée dans le Royaume du Congrès après le Congrès de Vienne en 1815. 

Le 2 septembre 1846, Koluszki était relié par les chemins de fer polonais émergents comme une partie de la ligne principale entre Varsovie et Cracovie. À la suite du développement du centre industriel de Łódź, Koluszki servit de jonction pour son rail. En 1900, environ la moitié de Koluszki travaillait pour le chemin de fer dans une certaine capacité et Koluszki s'est développée autour des gares routière et ferroviaire.
Koluszki a enduré les deux guerres mondiales. Sous l'occupation nazie, pendant la Seconde Guerre mondiale, Koluszki a été annexé à l'Allemagne et a vu la création d'un ghetto juif. La plupart des juifs ont été assassinés plus tard à Treblinka.
Koluszki a été restitué à la Pologne par l'Armée rouge le 18 janvier 1945.
Koluszki obtient le statut de ville en 1949.

## Administration
De 1975 à 1998, la ville était attachée administrativement à l'ancienne voïvodie de Piotrków.

Depuis 1999, elle fait partie de la nouvelle voïvodie de Łódź.